# Regina della Scala (film)
Regina della Scala è un film del 1936 diretto da Guido Salvini e Camillo Mastrocinque.

## Altri tecnici
- Costumi: Aldo Calvo, Titina Rota e Luigi Sapelli
- Supervisore alla produzione: Leo Bomba
- Organizzatore generale: Alfredo Guarini
- Segretaria di edizione: Eugenia Handamir
- Aiuto regista: Pietro Benedetti, Alberto Mondadori
- Aiuti scenografi: Nicola Benois e Guglielmo Usellini
- Coreografia: Margherita Wallmann

## Altri dati
- Visto di censura: 29.674 del 30 giugno 1937